# Meletie Metaxakis
Meletie Metaxakis (în greacă Μελέτιος, transliterat: Meletios), pe numele real Emmanouil Metaxakis (în greacă Εμμανουήλ Μεταξάκης); n. 21 septembrie 1871, Parsᾶs⁠(d), Ierapetra Municipal Unit⁠(d), Creta⁠(d), Grecia – d. 28 iulie 1935, Alexandria, Egipt) a fost un cleric ortodox grec care a îndeplinit funcția de arhiepiscop al Atenei (1918-1920), patriarh al Constantinopolului (1921-1923) și apoi pe cea de patriarh al Alexandriei (1926-1935).